# 神割崎

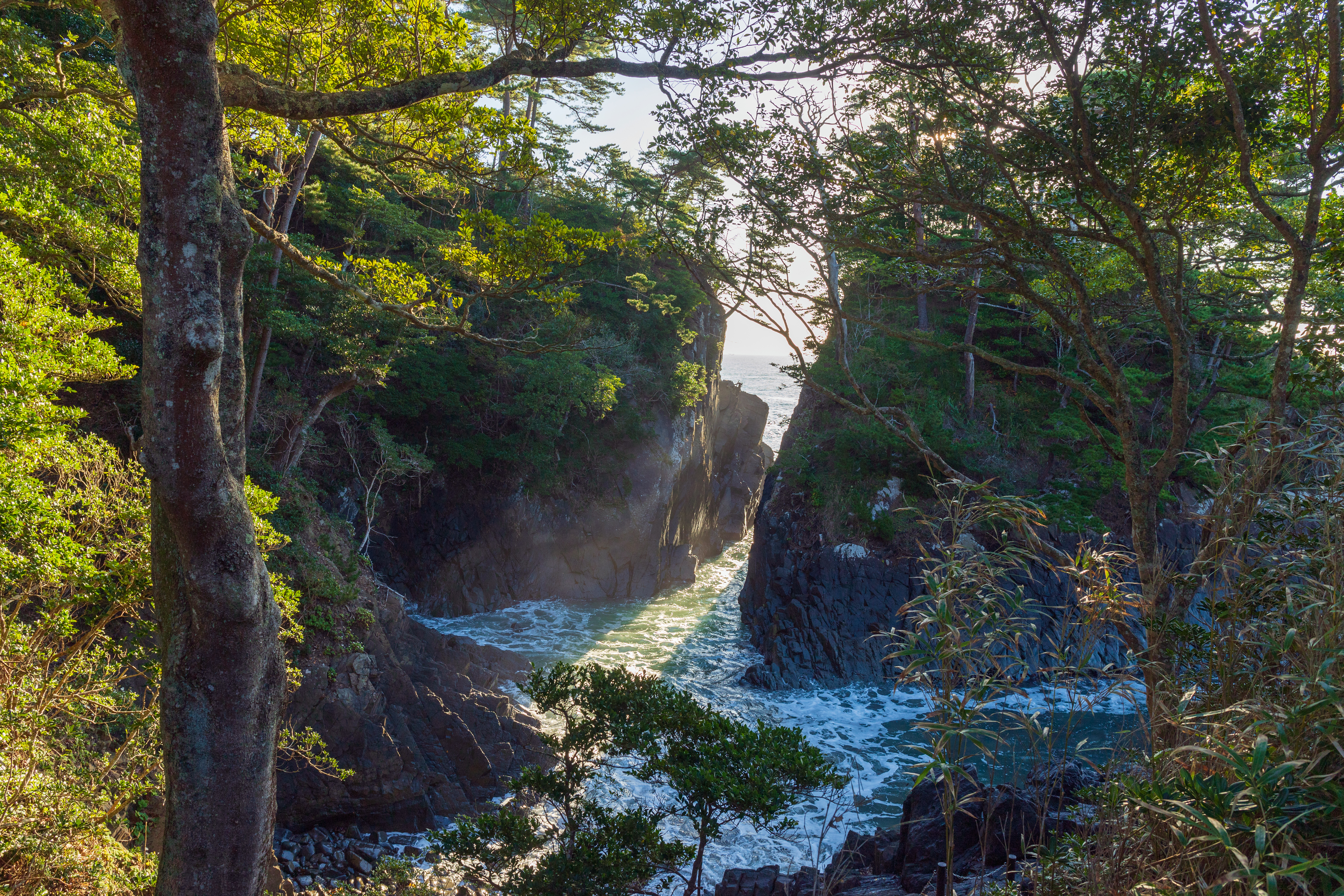
神割崎の二つに割れた奇岩。

神割崎（かみわりざき）は宮城県の石巻市北上町十三浜と南三陸町戸倉の境界に位置する岬である。海洋による侵蝕で二つに割れた奇岩の間に、波が入り込んでしぶきを上げる景勝地でもある。2月中旬および10月下旬頃の早朝には、二つの岩の間から日の出が見られる。日本の白砂青松100選の一つに選ばれている。南三陸金華山国定公園に含まれていたが、2015年（平成27年）に三陸復興国立公園に編入された。また、岬の石巻市側は神割崎自然公園として指定されている。南三陸町側には神割崎キャンプ場が設置されている。
神割崎には以下のような伝説がある。
『安永風土記』と通称される江戸時代の史料にも神割崎とそれにまつわる話が紹介されている。本吉郡長清水浜の御用書出に「神割崎」が登場し、本吉郡十三浜の御用書出には「神割石」が記されている。神割石は神割崎のさらに先にある岩を指していると考えられている。どちらも、神割崎または神割石が互いの浜との境界にあるものとして述べ、村境の論争のさなかに神の力によって大岩が一夜にして割れたという話を紹介している。これには伝説上のクジラは登場しない。また、『北上町史』によれば江戸時代にこれらの浜の間で境界を巡る争いはなかった。
明治時代になると土地の所有権や漁業権の発生から、それまで曖昧だった村の境界を決める必要が生じた。しかし、何度か話し合いの場が持たれたものの境界は決まらず、神割崎周辺は地元の二つの契約講の共同管理地となっていた。ここの境界が画定したのは1989年（平成元年）であり、おおむね江戸時代の風土記に書かれている境界に近いものになった。